# 306.
◄ | 3. stoljeće | 4. stoljeće | 5. stoljeće | ►
◄ | 270-ih | 280-ih | 290-ih | 300-ih | 310-ih | 320-ih | 330-ih | ►
◄◄ | ◄ | 303. | 304. | 305. | 306. | 307. | 308. | 309. | ► | ►►
Astronomija • Književnost • Kršćanstvo

## Događaji
Tijekom druge polovice ove godine Rimsko Carstvo ima 6 samoproglašenih vladara. To su car Galerije, car Flavije Valerije Sever, samoproglašeni car Konstantin Veliki, samoproglašeni car Maksencije, bivši car Maksimijan koji pokušava vratit krunu i Domicije Aleksandar nezavisni potkralj Afrike.

## Vanjske poveznice
|  | Zajednički poslužitelj ima još gradiva o temi 306. |